# NJ9842
NJ9842, es el punto más septentrional de la Línea de Control indo-pakistaní, una frontera de facto entre ambos países que divide la zona de Jammu y Cachemira entre dominios de la India y dominios de Pakistán, aunque no ha sido reconocida internacionalmente.
La línea fue aceptada como una línea de cese de hostilidades por los primeros ministros de la India, Indira Gandhi, y Pakistán, Zulfikar Ali Bhutto, en el contexto del Acuerdo de Simla firmado el 2 de julio de 1972.
Su versión completa es: NJ 39 98000, 13 42000.